# زووابر، گغارکونیک
زووابر (به ارمنی: Զովաբեր) یک شهر در ارمنستان است که در استان گغارکونیک واقع شده‌است. زووابر در کیلومتری شمال گاوار، مرکز استان گغارکونیک واقع شده‌است.

## خصوصیات
زووابر ۱٫۲۰ کیلومترمربع مساحت و ۱٬۵۹۷ نفر جمعیت دارد و ۱٬۷۷۳ متر بالاتر از سطح دریا واقع شده‌است. در کیلومتری شمال گاوار، مرکز استان گغارکونیک واقع شده‌است.

## نگارخانه

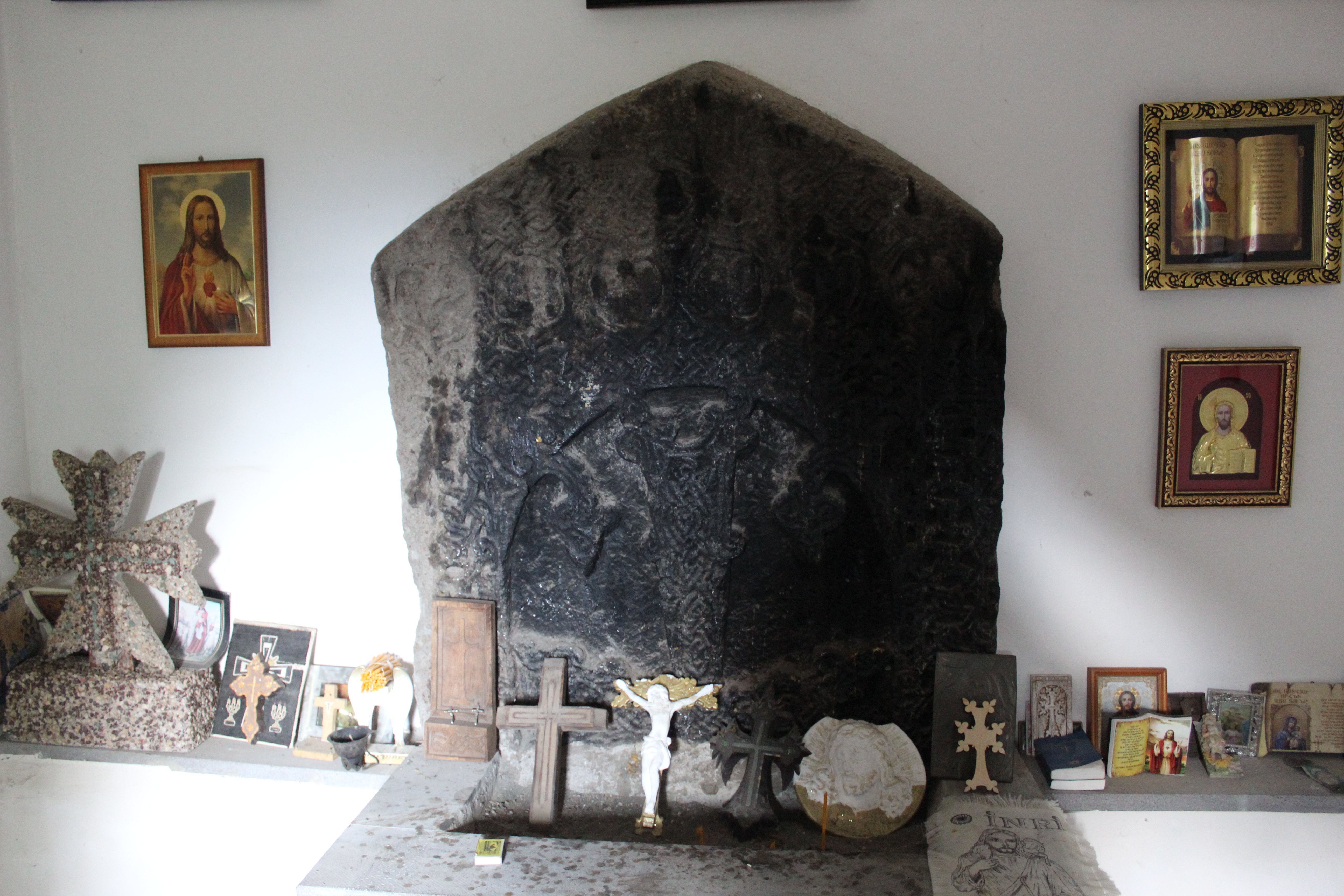